# Phare du cap Leucate
Le phare du cap Leucate a été allumé en 1951. Il se trouve au sud du cap Leucate, sur le territoire de la commune de Leucate. C'est une tour pyramidale jouxtant un groupe de bâtiments abritant le logement du gardien, une chambre pour le personnel de passage, la salle des machines, un atelier et un poste de transformation.
Le phare est automatisé, gardienné et ne se visite pas.